# UEFA Nations League 2020-2021 - Lega C
Questa voce raccoglie un approfondimento sulle gare della Lega C dell'UEFA Nations League 2020-2021. La fase a gironi della Lega C si è disputata tra il 3 settembre e il 18 novembre 2020, mentre gli spareggi tra le quattro squadre classificate dei gironi per la retrocessione nella Lega D della UEFA Nations League 2022-2023 tra il 24 e 29 marzo 2022.

## Formato
A seguito del cambio di formula del torneo a partire da questa edizione, la Lega C è stata allargata da 15 a 16 squadre. Alla Lega partecipano le squadre classificate dal trentatreesimo al quarantottesimo posto nella classifica finale della UEFA Nations League 2018-2019, divise in quattro gruppi da quattro squadre ciascuno. Ogni squadra gioca sei incontri tra i mesi di settembre, ottobre e novembre. Le squadre vincitrici di ogni raggruppamento vengono promosse nella Lega B della UEFA Nations League 2022-2023, mentre le quattro classificate partecipano agli spareggi per la retrocessione nella Lega D.
Poiché dalla Lega D sono promosse solo le due squadre vincitrici del proprio girone, le retrocessioni dalla Lega C sono stabilite attraverso gli spareggi, con la formula di andata e ritorno tra le quarte classificate di ogni girone; le quattro squadre saranno classificate da prima a quarta in base alla classifica generale della UEFA Nations League 2020-2021 stilata al termine della fase a gironi e le partite saranno determinate come segue:
- la prima classificata contro la quarta classificata;
- la seconda classificata contro la terza classificata.

Le squadre meglio classificate giocano la partita di ritorno in casa.

## Squadre partecipanti
Le squadre sono state assegnate alla Lega C in base alla lista d'accesso della UEFA Nations League 2020-2021, la quale si basa sulla classifica finale dell'edizione precedente: alle 3 squadre rimaste direttamente nella Lega C viene attribuito il numero di accesso corrispondente alla posizione nella classifica finale dell'edizione passata, alle 4 promosse dalla Lega D vengono attribuiti i numeri 36-39, alle 4 ripescate a seguito del cambio di format vengono attribuiti i numeri 40-43 e alle 5 promosse dalla Lega D a seguito del cambio di format vengono attribuiti i numeri 44-48. Le urne per il sorteggio, composte da quattro squadre ciascuna, sono state annunciate il 4 dicembre 2019.
| Squadra    | Rank |
| ---------- | ---- |
| Grecia     | 33   |
| Albania    | 34   |
| Montenegro | 35   |
| Georgia    | 36   |

| Squadra            | Rank |
| ------------------ | ---- |
| Macedonia del Nord | 37   |
| Kosovo             | 38   |
| Bielorussia        | 39   |
| Cipro              | 40   |

| Squadra     | Rank |
| ----------- | ---- |
| Estonia     | 41   |
| Slovenia    | 42   |
| Lituania    | 43   |
| Lussemburgo | 44   |

| Squadra     | Rank |
| ----------- | ---- |
| Armenia     | 45   |
| Azerbaigian | 46   |
| Kazakistan  | 47   |
| Moldavia    | 48   |

Il sorteggio per la fase a gironi si è svolto il 3 marzo 2020 alle ore 18:00 CET ad Amsterdam, nei Paesi Bassi. Il programma della fase a gironi è stato confermato dalla UEFA dopo il sorteggio. Il 17 giugno 2020 il Comitato Esecutivo UEFA modifica il programma della fase a gironi in modo da completare le qualificazioni al campionato europeo di calcio 2020. Il nuovo programma per gli incontri della fase a gironi nei mesi di ottobre e novembre è stato annunciato il 26 giugno 2020.

## Gruppo 1

### Classifica
| Pos | Squadra     | Pt | G | V | N | P | GF | GS | DG |
| --- | ----------- | -- | - | - | - | - | -- | -- | -- |
| 1.  | Montenegro  | 13 | 6 | 4 | 1 | 1 | 10 | 2  | +8 |
| 2.  | Lussemburgo | 10 | 6 | 3 | 1 | 2 | 7  | 5  | +2 |
| 3.  | Azerbaigian | 6  | 6 | 1 | 3 | 2 | 2  | 4  | -2 |
| 4.  | Cipro       | 4  | 6 | 1 | 1 | 4 | 2  | 10 | -8 |

### Risultati
| Arbitro: | Chris Kavanagh |

|              |           |                                           |
| Şeydayev 43’ | Marcatori | 48’ (aut.) Kryvocjuk 72’ (rig.) Rodrigues |

| Arbitro: | Harm Osmers |

|  |           |                  |
|  | Marcatori | 60’, 73’ Jovetić |

| Arbitro: | Filip Glova |

|  |           |              |
|  | Marcatori | 29’ Medvedev |

| Arbitro: | Lawrence Visser |

|  |           |                      |
|  | Marcatori | 90+3’ (rig.) Bećiraj |

| Arbitro: | Donald Robertson |

|                 |           |  |
| Sinani 12’, 26’ | Marcatori |  |

| Arbitro: | Ricardo de Burgos Bengoechea |

|                         |           |  |
| Jovetić 9’ Ivanović 71’ | Marcatori |  |

| Elbasan 13 ottobre 2020, ore 18:00 UTC+2 | Azerbaigian | 0 – 0 referto | Cipro | Elbasan Arena (0 spett.)\| Arbitro: \| Fran Jović \| |
| Arbitro:                                 | Fran Jović  |               |       |                                                      |

| Arbitro: | Sascha Stegemann |

|              |           |                          |
| Ivanović 34’ | Marcatori | 42’ Muratovic 86’ Sinani |

| Zaprešić 14 novembre 2020, ore 18:00 UTC+1 | Azerbaigian   | 0 – 0 referto | Montenegro | Stadio Ivan Laljak-Ivić (0 spett.)\| Arbitro: \| Sergej Ivanov \| |
| Arbitro:                                   | Sergej Ivanov |               |            |                                                                   |

| Arbitro: | Mattias Gestranius |

|                          |           |                     |
| Kastanos 34’ (rig.), 71’ | Marcatori | 5’ (aut.) Kousoulos |

| Lussemburgo 17 novembre 2020, ore 20:45 UTC+1 | Lussemburgo  | 0 – 0 referto | Azerbaigian | Stadio Josy Barthel (100 spett.)\| Arbitro: \| Felix Zwayer \| |
| Arbitro:                                      | Felix Zwayer |               |             |                                                                |

| Arbitro: | Eitan Shmuelevitz |

|                                          |           |  |
| Jovetić 14’ Boljević 25’, 28’ Mugoša 60’ | Marcatori |  |

## Gruppo 2

### Classifica
| Pos | Squadra            | Pt | G | V | N | P | GF | GS | DG |
| --- | ------------------ | -- | - | - | - | - | -- | -- | -- |
| 1.  | Armenia            | 11 | 6 | 3 | 2 | 1 | 9  | 6  | +3 |
| 2.  | Macedonia del Nord | 9  | 6 | 2 | 3 | 1 | 9  | 8  | +1 |
| 3.  | Georgia            | 7  | 6 | 1 | 4 | 1 | 6  | 6  | 0  |
| 4.  | Estonia            | 3  | 6 | 0 | 3 | 3 | 5  | 9  | -4 |

### Risultati
| Arbitro: | Irfan Peljto |

|                                          |           |                         |
| Alioski 5’ (rig.) Nestorovski 38’ (rig.) | Marcatori | 90+4’ (rig.) Barseghyan |

| Arbitro: | Donatas Rumšas |

|  |           |               |
|  | Marcatori | 32’ Kacharava |

| Arbitro: | David Coote |

|                           |           |  |
| Karapetyan 43’ Angulo 65’ | Marcatori |  |

| Arbitro: | Peter Kjærsgaard |

|                        |           |               |
| Okriashvili 13’ (rig.) | Marcatori | 33’ Ristovski |

| Arbitro: | Ivan Bebek |

|                                    |           |                                 |
| Bajramjan 6’ Mxit'aryan 89’ (rig.) | Marcatori | 46’ K'ach'arava 74’ Okriashvili |

| Arbitro: | Mohammed Al-Hakim |

|                                     |           |                                       |
| Sappinen 33’, 61’ Liivak 76’ (rig.) | Marcatori | 3’ (aut.) Kuusk 80’ Pandev 88’ Zajkov |

| Arbitro: | Luis Godinho |

|              |           |                 |
| Sappinen 14’ | Marcatori | 8’ Hovhannisyan |

| Arbitro: | Bartosz Frankowski |

|                      |           |                   |
| Alioski 90+3’ (rig.) | Marcatori | 74’ Kvaratskhelia |

| Arbitro: | Marius Avram |

|                                |           |              |
| Trickovski 29’ Stojanovski 68’ | Marcatori | 52’ Sappinen |

| Arbitro: | Marco Guida |

|                         |           |                          |
| Q'azaishvili 65’ (rig.) | Marcatori | 33’ Ġazaryan 86’ Adamyan |

| Arbitro: | Bobby Madden |

|                   |           |  |
| Hambardzumyan 55’ | Marcatori |  |

| Tbilisi 18 novembre 2020, ore 18:00 UTC+1 | Georgia      | 0 – 0 referto | Estonia | Stadio Boris Paichadze (0 spett.)\| Arbitro: \| Irfan Peljto \| |
| Arbitro:                                  | Irfan Peljto |               |         |                                                                 |

## Gruppo 3

### Classifica
| Pos | Squadra  | Pt | G | V | N | P | GF | GS | DG  |
| --- | -------- | -- | - | - | - | - | -- | -- | --- |
| 1.  | Slovenia | 14 | 6 | 4 | 2 | 0 | 8  | 1  | +7  |
| 2.  | Grecia   | 12 | 6 | 3 | 3 | 0 | 6  | 1  | +5  |
| 3.  | Kosovo   | 5  | 6 | 1 | 2 | 3 | 4  | 6  | -2  |
| 4.  | Moldavia | 1  | 6 | 0 | 1 | 5 | 1  | 11 | -10 |

### Risultati
| Arbitro: | Kai Erik Steen |

|                |           |             |
| Nicolăescu 20’ | Marcatori | 71’ Kololli |

| Lubiana 3 settembre 2020, ore 20:45 UTC+2 | Slovenia     | 0 – 0 referto | Grecia | Stadio Stožice (0 spett.)\| Arbitro: \| Bobby Madden \| |
| Arbitro:                                  | Bobby Madden |               |        |                                                         |

| Arbitro: | Jérôme Brisard |

|           |           |  |
| Bohar 28’ | Marcatori |  |

| Arbitro: | Pavel Královec |

|             |           |                       |
| Berisha 82’ | Marcatori | 2’ Limnios 51’ Siovas |

| Arbitro: | Dennis Higler |

|                                     |           |  |
| Bakasetas 45+3’ (rig.) Mantalos 50’ | Marcatori |  |

| Arbitro: | Andrew Madley |

|  |           |            |
|  | Marcatori | 22’ Vučkić |

| Atene 14 ottobre 2020, ore 20:45 UTC+2 | Grecia           | 0 – 0 referto | Kosovo | Stadio olimpico Spyros Louīs (0 spett.)\| Arbitro: \| Roi Reinshreiber \| |
| Arbitro:                               | Roi Reinshreiber |               |        |                                                                           |

| Arbitro: | João Pinheiro |

|  |           |                                              |
|  | Marcatori | 8’ Lovric 37’ (rig.), 42’, 55’ (rig.) Vučkić |

| Arbitro: | Fran Jović |

|  |           |                             |
|  | Marcatori | 32’ Fortounīs 41’ Bakasetas |

| Arbitro: | Bartosz Frankowski |

|                                |           |            |
| Kurtić 63’ Iličić 90+4’ (rig.) | Marcatori | 58’ Muriqi |

| Atene 18 novembre 2020, ore 20:45 UTC+1 | Grecia                  | 0 – 0 referto | Slovenia | Stadio Georgios Kamaras (0 spett.)\| Arbitro: \| Carlos del Cerro Grande \| |
| Arbitro:                                | Carlos del Cerro Grande |               |          |                                                                             |

| Arbitro: | Roomer Tarajev |

|              |           |  |
| Kastrati 31’ | Marcatori |  |

## Gruppo 4

### Classifica
| Pos | Squadra     | Pt | G | V | N | P | GF | GS | DG |
| --- | ----------- | -- | - | - | - | - | -- | -- | -- |
| 1.  | Albania     | 11 | 6 | 3 | 2 | 1 | 8  | 4  | +4 |
| 2.  | Bielorussia | 10 | 6 | 3 | 1 | 2 | 10 | 8  | +2 |
| 3.  | Lituania    | 8  | 6 | 2 | 2 | 2 | 5  | 7  | -2 |
| 4.  | Kazakistan  | 4  | 6 | 1 | 1 | 4 | 5  | 9  | -4 |

### Risultati
| Arbitro: | Rade Obrenovič |

|  |           |                         |
|  | Marcatori | 3’ Zaınýtdınov 86’ Qwat |

| Arbitro: | Kristoffer Karlsson |

|  |           |                         |
|  | Marcatori | 23’ Çikalleshi 78’ Bare |

| Arbitro: | Giorgi Kruashvili |

|               |           |                            |
| Aýımbetov 62’ | Marcatori | 53’ Bardačoŭ 86’ Lisakovič |

| Arbitro: | Serhij Bojko |

|  |           |                |
|  | Marcatori | 51’ Kazlauskas |

| Almaty 11 ottobre 2020, ore 15:00 UTC+2 | Kazakistan      | 0 – 0 referto | Albania | Stadio Centrale (0 spett.)\| Arbitro: \| Dumitru Muntean \| |
| Arbitro:                                | Dumitru Muntean |               |         |                                                             |

| Arbitro: | Julian Weinberger |

|                            |           |                                  |
| Novikovas 7’ Laukzemis 75’ | Marcatori | 59’ (rig.) Lisakovič 66’ Sačyŭka |

| Vilnius 14 ottobre 2020, ore 18:00 UTC+2 | Lituania   | 0 – 0 referto | Albania | Stadio LFF (696 spett.)\| Arbitro: \| Karim Abed \| |
| Arbitro:                                 | Karim Abed |               |         |                                                     |

| Arbitro: | Aleksandar Stavrev |

|                              |           |  |
| Jablonski 36’ Juzapčuk 90+3’ | Marcatori |  |

| Arbitro: | Javier Estrada Fernández |

|                                             |           |            |
| Çikalleshi 16’ Ismajli 23’ Manaj 63’ (rig.) | Marcatori | 25’ Ábiken |

| Arbitro: | Chris Kavanagh |

|                        |           |  |
| Jablonski 5’ Ebong 20’ | Marcatori |  |

| Arbitro: | Radu Petrescu |

|                                     |           |                      |
| Çikalleshi 20’ 27’ (rig.) Manaj 44’ | Marcatori | 35’ Skavyš 80’ Ebong |

| Arbitro: | Hüseyin Göçek |

|               |           |                                |
| Aýımbetov 38’ | Marcatori | 40’ Vorobjovas 90+4’ Novikovas |

## Spareggi

### Raffronto tra le quarte classificate
| Pos | Gr | Squadra    | Pt | G | V | N | P | GF | GS | DG  |
| --- | -- | ---------- | -- | - | - | - | - | -- | -- | --- |
| 1   | C4 | Kazakistan | 4  | 6 | 1 | 1 | 4 | 5  | 9  | -4  |
| 2   | C1 | Cipro      | 4  | 6 | 1 | 1 | 4 | 2  | 10 | -8  |
| 3   | C2 | Estonia    | 3  | 6 | 0 | 3 | 3 | 5  | 9  | -4  |
| 4   | C3 | Moldavia   | 1  | 6 | 0 | 1 | 5 | 1  | 11 | -10 |

### Tabella riassuntiva
| Squadra 1 | Totale          | Squadra 2  | Andata | Ritorno     |
| --------- | --------------- | ---------- | ------ | ----------- |
| Moldavia  | 2 - 2 (4-5 dtr) | Kazakistan | 1 - 2  | 1 - 0 (dts) |
| Estonia   | 0 - 2           | Cipro      | 0 - 0  | 0 - 2       |

### Risultati

#### Andata
| Tallinn 24 marzo 2022, ore 18:00 UTC+1 ritorno → | Estonia        | 0 – 0 referto | Cipro | A. Le Coq Arena (5 366 spett.)\| Arbitro: \| William Collum \| |
| Arbitro:                                         | William Collum |               |       |                                                                |

| Arbitro: | Anastasios Sidīropoulos |

|                  |           |                             |
| Nicolăescu 45+1’ | Marcatori | 63’ Maliy 79’ (aut.) Posmac |

#### Ritorno
| Arbitro: | Ivan Kružliak |

|                                                              |                      |                                                       |
|                                                              | Marcatori            | 13’ Armaș                                             |
| Ábiken Beýsebekov Dosmagambetov Zaınýtdınov Jaqsılıqov Jwkov | Tiri di rigore 5 – 4 | Caimacov Armaș Mandrîcenco Crăciun Nicolaescu Revenco |

| Arbitro: | Artur Soares Dias |

|                          |           |  |
| Tziōnīs 19’ Sōtīriou 51’ | Marcatori |  |

## Statistiche

### Classifica marcatori
4 reti
- Sokol Çikalleshi (1 rigore)
- Rauno Sappinen

- Stevan Jovetić
- Haris Vučkić (2 rigori)

3 reti
- Danel Sinani

2 reti
- Rey Manaj (1 rigore)
- Max Ebong
- Vital' Lisakovič (1 rigore)
- Jaŭhen Jablonski
- Grīgorīs Kastanos

- Nika Kacharava
- Tornik'e Okriashvili (1 rigore)
- Anastasios Bakasetas (1 rigore)
- Abat Aýımbetov
- Arvydas Novikovas

- Ion Nicolăescu
- Aleksandar Boljević
- Igor Ivanović
- Ezgjan Alioski (2 rigori)

1 rete
- Keidi Bare
- Ardian Ismajli
- Sargis Adamyan
- Wbeymar Angulo
- Tigran Barseghyan (1 rigore)
- Choren Bajramjan
- Geworg Ġazaryan
- Hovhannes Hambarjowmyan
- Kamo Hovhannisyan
- Alek'sandr Karapetyan
- Henrix Mxit'aryan
- Maksim Medvedev
- Ramil Şeydayev
- Maksim Bardačoŭ
- Aljaksandr Sačyŭka
- Maksim Skavyš
- Raman Juzapčuk
- Pieros Sōtīriou

- Marinos Tziōnīs
- Frank Liivak
- Khvicha Kvaratskhelia
- Valeri Q'azaishvili (1 rigore)
- Kōstas Fortounīs
- Dīmītrīs Limnios
- Petros Mantalos
- Dīmītrios Siovas
- Aıbol Ábiken
- Serhij Malyj
- Ïslambek Qwat
- Baqtııaar Zaınýtdınov
- Bernard Berisha
- Lirim Kastrati
- Benjamin Kololli
- Vedat Muriqi
- Donatas Kazlauskas
- Karolis Laukžemis

- Modestas Vorobjovas
- Edvin Muratovic
- Gerson Rodrigues (1 rigore)
- Igor Armaș
- Fatos Bećiraj (1 rigore)
- Stefan Mugoša
- Ilija Nestorovski (1 rigore)
- Goran Pandev
- Stefan Ristovski
- Vlatko Stojanovski
- Ivan Tričkovski
- Gjoko Zajkov
- Damjan Bohar
- Josip Iličić (1 rigore)
- Jasmin Kurtić
- Sandi Lovric

Autoreti
- Anton Kryvocjuk (1, pro  Lussemburgo)
- Iōannīs Kousoulos (1, pro  Lussemburgo)

- Märten Kuusk (1, pro  Macedonia del Nord)
- Veaceslav Posmac (1, pro  Kazakistan)